# Leslie Lever, Baron Lever
Leslie Maurice Lever, Baron Lever Kt (* 29. April 1905; † 26. Juli 1977 in Manchester) war ein britischer Rechtsanwalt und Politiker der Labour Party, der zwanzig Jahre lang Abgeordneter des House of Commons sowie zwischen 1957 und 1958 Oberbürgermeister (Lord Mayor) von Manchester war und 1975 als Life Peer aufgrund des Life Peerages Act 1958 Mitglied des House of Lords wurde.

## Leben

### Rechtsanwalt und Unterhausabgeordneter
Lever absolvierte nach dem Besuch der Grammar School von Manchester ein Studium der Rechtswissenschaften an der University of Leeds und war nach seiner anwaltlichen Zulassung 1928 als Solicitor tätig, der insbesondere dadurch bekannt wurde, dass er bis zur Einführung der Prozesskostenhilfe (Legal Aid) 1948 die Verfahrenskosten für seine bedürftigen Mandanten selbst bezahlte, wenn diese ein Verfahren verloren.
Bei den Unterhauswahlen vom 23. Februar 1950 wurde Lever als Kandidat der Labour Party als Nachfolger seines Parteifreundes Joseph Henderson im Wahlkreis Manchester Ardwick erstmals als Abgeordneter in das House of Commons gewählt und gehörte diesem bis zu seinem Verzicht auf eine erneute Kandidatur bei den Wahlen vom 18. Juni 1970 mehr als zwanzig Jahre an. Bei seiner ersten Wahl konnte er sich mit 22.628 Stimmen (55,84 Prozent) zwar deutlich gegen seinen Gegenkandidaten von der Conservative Party, E. Hodson, durchsetzen, der auf 17.895 Wählerstimmen (44,16 Prozent) kam, verlor aber im Vergleich zur davor liegenden Wahl vom 5. Juli 1945 8,12 Prozentpunkte.

### Oberbürgermeister von Manchester und Oberhausmitglied
1957 wurde Lever als Nachfolger von Harry Sharp Lord Mayor von Manchester und übte dieses Amt bis zu seiner Ablösung durch James Edward Fitzsimons 1958 aus. Während seiner einjährigen Amtszeit als Oberbürgermeister absolvierte er 2700 offizielle Termine. 1960 wurde er durch Papst Johannes XXIII. zum Kommandeur des Gregoriusordens ernannt.
Bei seinen Wiederwahlen als Unterhausabgeordneter erreichte Lever jeweils deutliche absolute Mehrheiten sowie bei den Unterhauswahlen am 31. März 1966 mit 63,23 Prozent sein bestes Wahlergebnis. Sein Nachfolger als Unterhausabgeordneter wurde 1970 sein Parteifreund Gerald Kaufman, der zwischen 1983 und 1992 Mitglied des Schattenkabinetts der Labour Party war. Als Abgeordneter sowie als Oberbürgermeister vertrat er insbesondere die Interessen der ärmeren Stadtteile von Manchester und setzte sich für konfessionelle Schulen sowie für angemessene Renten für Kriegerwitwen und schwerbehinderte ehemalige Soldaten ein. Für sein kirchliches Engagement wurde ihm durch Papst Paul VI. das Großkreuz des Gregoriusordens verliehen. Am 20. Dezember 1966 wurde er Associate Serving Brother des Order of Saint John.
Durch ein Letters Patent von 10. Juli 1975 wurde Lever, der am 7. August 1970 durch Königin Elisabeth II. zum Knight Bachelor geschlagen wurde und fortan den Namenszusatz „Sir“ führte, als Life Peer mit dem Titel Baron Lever, of Ardwick in the City of Manchester, in den Adelsstand erhoben und gehörte bis zu seinem Tod dem House of Lords als Mitglied an.
Sein jüngerer Bruder Harold Lever war 34 Jahre lang Abgeordneter des House of Commons, zwischen 1974 und 1979 Chancellor of the Duchy of Lancaster und wurde 1979 als Baron Lever of Manchester, of Cheetham in the City of Manchester ebenfalls Life Peer und Mitglied des House of Lords.